# Borgomaro
Borgomaro – miejscowość i gmina we Włoszech, w regionie Liguria, w prowincji Imperia.
Według danych na rok 2004 gminę zamieszkiwały 842 osoby, gęstość zaludnienia wynosi 36,6 os./km².